# Tămășești (okręg Gorj)
Tămășești – wieś w Rumunii, w okręgu Gorj, w gminie Bălești. W 2011 roku liczyła 673 mieszkańców.